# Fragments and Fractions
Fragments and Fractions is het vierde studioalbum van de Zweedse punkband Satanic Surfers. Het album werd uitgegeven via het Zweedse platenlabel Burning Heart Records op 10 oktober 2002 op cd. Het is het eerste studioalbum van de band waar basgitarist Mathias Blixtberg aan heeft meegewerkt.

## Nummers
Het album is uitgegeven in Zweden, Australië en Japan. In 2001 werd het heruitgegeven in de Verenigde Staten. Deze versie heeft dezelfde bonustracks als de Australische versie.
| 1. "Submission" - 1:31 2. "Together" - 2:21 3. "Pulling the Strings" - 2:06 4. "Choosen My Side of the Fence" - 1:28 5. "And No One Can Deny" - 2:03 6. "When Was the Last Time" - 2:59 7. "One of the Lost Songs" - 1:33 8. "My Daily Routine" - 1:56 9. "One Kid's Defiance" - 1:38 10. "Separate Ways" - 2:31 11. "Throw in the Towel" - 1:57 12. "Superficialities" - 1:46 13. "The Bass Song" - 2:09 | Zweedse bonustracks 1. "The Lost Song" Australische bonustracks 1. "Sail Away" 2. "Labios De Mierda" Japanse bonustracks 1. "Sail Away" 2. "Unless We Try / Big Bad Wolf" 3. "Labios De Mierda" 4. "Equal Rights" |

## Band
- Mathias Blixtberg - basgitaar
- Rodrigo Alfaro - drums, zang
- Fredrik Jakobsen - gitaar
- Magnus Blixtberg - gitaar